# 戦国驍刃デュラハン〜下弦の継承者〜
『戦国驍刃デュラハン〜下弦の継承者〜』（せんごくぎょうはデュラハン かげんのけいしょうしゃ）は、RA-SEN（原案・構成）、加藤さやか/Spike（キャラクターデザイン原案）、funbolt（メカニックデザイン原案）、加藤拓弐（作画）による日本の漫画作品。
スクウェア・エニックスの『ガンガン戦-IXA-』にて、2009年冬の陣から2012年冬の陣まで、ウェブコミック配信サイト『ガンガンONLINE』にて、不定期更新で2010年10月7日更新分から2012年10月25日まで並行連載された。

## 単行本
- 1巻 2011年3月 ISBN 978-4-7575-3140-6
- 2巻 2012年11月 ISBN 978-4-7575-3790-3
- 3巻 2012年11月 ISBN 978-4-7575-3791-0